# Grande Prêmio dos Estados Unidos de Motovelocidade de 2005
O Grande Prémio dos Estados Unidos da América de 2005 foi uma corrida de MotoGP que aconteceu em 10 de Julho de 2005.
- Corrida: 10 de Julho de 2005
- Número de voltas:
- Tamanho da pista:
- Distância total:

## MotoGP
|    | Piloto           | Equipa       | Tempo       | Pontos |
| 1  | Valentino Rossi  | FIAT Yamaha  | 45' 15.374" | 25     |
| 2  | Colin Edwards    | Yamaha Tech3 | 45' 17.315" | 20     |
| 3  | Nick Hayden      | Repsol Honda | 45' 17.686" | 16     |
| 4  | Max Biaggi       | Honda        | 45' 19.590" | 13     |
| 5  | Sete Gibernau    | Honda        | 45' 19.852" | 11     |
| 6  | Troy Bayliss     | Honda        | 45' 37.755" | 10     |
| 7  | Makoto Tamada    | Honda        | 45' 37.867" | 9      |
| 8  | John Hopkins     | Suzuki       | 45' 38.522" | 8      |
| 9  | Shinya Nakano    | Kawasaki     | 45' 38.999" | 7      |
| 10 | Loris Capirossi  | Ducati       | 45' 41.497" | 6      |
| 11 | Ruben Xaus       | Yamaha       | 45' 58.886" | 5      |
| 12 | Alex Hofmann     | Kawasaki     | 46' 06.331" | 4      |
| 13 | Toni Elias       | Yamaha       | 46' 06.717" | 3      |
| 14 | Kenny Roberts jr | Suzuki       | 46' 29.123" | 2      |
| 15 | Shane Byrne      | Proton KR    | 46' 39.630" | 1      |
| 16 | James Ellison    | Blata        | 46' 39.898" |        |
| 17 | Franco Battaini  | Blata        | 46' 20.215" |        |